# 于尔根·霍伊泽尔
于尔根·霍伊泽尔（德語：Jürgen Heuser，1953年3月13日—），德国男子举重运动员。他曾代表东德参加1980年夏季奥林匹克运动会举重比赛，获得男子110公斤以上级银牌。